# Heinrich Christian Macklot
Heinrich Christian Macklot  (Frankfurt am Main, vrije rijksstad in het Heilige Roomse Rijk, 20 oktober 1799  -  Purwakarta op Java  in Nederlands-Indië, 12 mei 1832) was een Duitse natuuronderzoeker, vooral zoöloog in dienst van de Nederlandse overheid.

## Biografie
Macklot doorliep vanaf 1815 een studie farmacie en tussen 1818 tot 1822 studeerde hij natuurwetenschappen, hij promoveerde in 1822 aan de Universiteit van Heidelberg. Dankzij een aanbeveling van zijn vriend Heinrich Boie kreeg hij op 26 februari 1822 een aanstelling als museumconservator (supernumerair  custos) van de osteologische collectie van het Rijksmuseum van Natuurlijke Historie in Leiden. 
Op 5 december 1823 werd hij lid van de Natuurkundige Commissie. Deze moest onderzoek gaan verrichten in Nederlands-Indië. Salomon Müller, Heinrich Boie en de tekenaar Pieter van Oort behoorden ook tot de groep die werd uitgezonden. In juni 1826 bereikten ze Java. Tussen 1828 en 1830 nam Macklot als leider van Natuurkundige Commissie deel aan de expeditie naar Nieuw-Guinea met het korvet de Triton. De zeereis ging door het oostelijke deel van de Indische archipel waar ze onder andere Timor en het toen nauwelijks in kaart gebrachte West-Papoea en de provincie Papoea bezochten. Daar werden zoölogische en etnografische specimens verzameld. In mei 1831 werd onderzoek gedaan langs de kusten van Java. Macklot raakte betrokken bij een bloedige opstand van Chinese arbeiders en overleed in Purwakarta. Enige dagen daarvoor was een deel van de wetenschappelijke notities verloren gegaan door brand. Een ander deel was al in veiligheid gebracht en zit in de collectie van het museum in Leiden, het Naturalis Biodiversity Center.

## Zijn nalatenschap
De Franse zoölogen André Marie Constant Duméril en Gabriel Bibron vernoemden een soort python uit Timor Liasis mackloti. Coenraad Jacob Temminck beschreef de vleerhond Acerodon macklotii  en een soort pitta (Erythropitta macklotii - heeft sinds 2015 weer de status van aparte soort) als eerbetoon aan Macklot. Reisgenoot Salomon Müller vernoemde de vogelsoort Macklots trogon (Apalharpactes mackloti).
- Author citation (botany): Macklot
- Biografisch Portaal: 90563629
- Digitale Bibliotheek voor de Nederlandse Letteren: mack016
- Gemeinsame Normdatei: 116645555
- International Standard Name Identifier: 0000 0000 1030 9854
- Nederlandse Thesaurus van Auteursnamen: 370112121
- Virtual International Authority File: 57372096
- WorldCat: E39PBJymFcpq3Qjr8JFWHGttKd